# Armando Zani
Armando Zani (* 15. Oktober 1975 in Tirana, Albanien) ist ein albanischer Fußballspieler, der zurzeit Spielertrainer beim SpVgg Hainsacker in der Bezirksliga ist.

## Karriere

### Aktive Vereinskarriere
Der Mittelfeldspieler begann seine Profikarriere 1997 bei Eintracht Braunschweig. Zur Saison 1999/2000 wechselte er zu Rot-Weiss Essen und im Sommer 2000 weiter zum 1. FC Magdeburg in die Regionalliga Nord. Zur Saison 2002/2003 wechselte er zum SSV Jahn Regensburg, wo er den direkten Aufstieg in die Zweite Bundesliga schaffte. In der zweiten Liga kam er allerdings nur einmal zum Einsatz. Daraufhin wechselte er zum FC Augsburg. Nach zwei Jahren wechselte er dann zum FC Ingolstadt 04 und im Sommer 2007 schließlich wieder zurück zum SSV Jahn Regensburg. Von 2009 bis 2011 spielte er beim SV Fortuna Regensburg in der Bezirksoberliga Oberpfalz.
In der Regionalliga bestritt Zani 92 Spiele (24 Tore), in der Zweiten Bundesliga nur ein Spiel (kein Tor).

### Trainerkarriere
Nachdem er die U-15 des SSV Jahn Regensburg trainierte, wechselte er als Spieltrainer am 27. Juni 2011 zum FC Kosova Regensburg. Seit der Saison 2012–2013 ist Armando Zani als Spielertrainer beim Kreisligisten  FC Viehhausen tätig.

## Privates
Armando Zani ist verheiratet und hat eine Tochter.